# Yashica
K.K. Yashica (japanisch 株式会社ヤシカ, kabushiki-gaisha Yashika; engl. Yashica Co., Ltd.) war ein japanischer Kamerahersteller mit Hauptsitz in Okaya in der Präfektur Nagano. Seit der Übernahme durch Kyocera im Jahr 1983 handelt es sich nur noch um einen Markennamen.

## Unternehmensgeschichte
Die Yashima Seiki K.K. (八洲精機株式会社; engl. Yashima Seiki Co.) wurde im Dezember 1949 in Nagano, Japan gegründet. Im Juni 1953 wurde der Name in Yashima Kōgaku Seiki K.K. (八洲光学精機株式会社; engl. Yashima Optical Industry Co.) geändert und als erste Kamera die Yashimareflex, eine zweiäugige Spiegelreflexkamera vorgestellt, ab 1954 hieß sie Yashinaflex. Ebenfalls 1953 begann die Kooperation mit dem Optikhersteller K.K. Tomioka Kōgaku Kikai Seizōsho (株式会社富岡光学器械製造所, engl. Tomioka Optical Co., Ltd.).

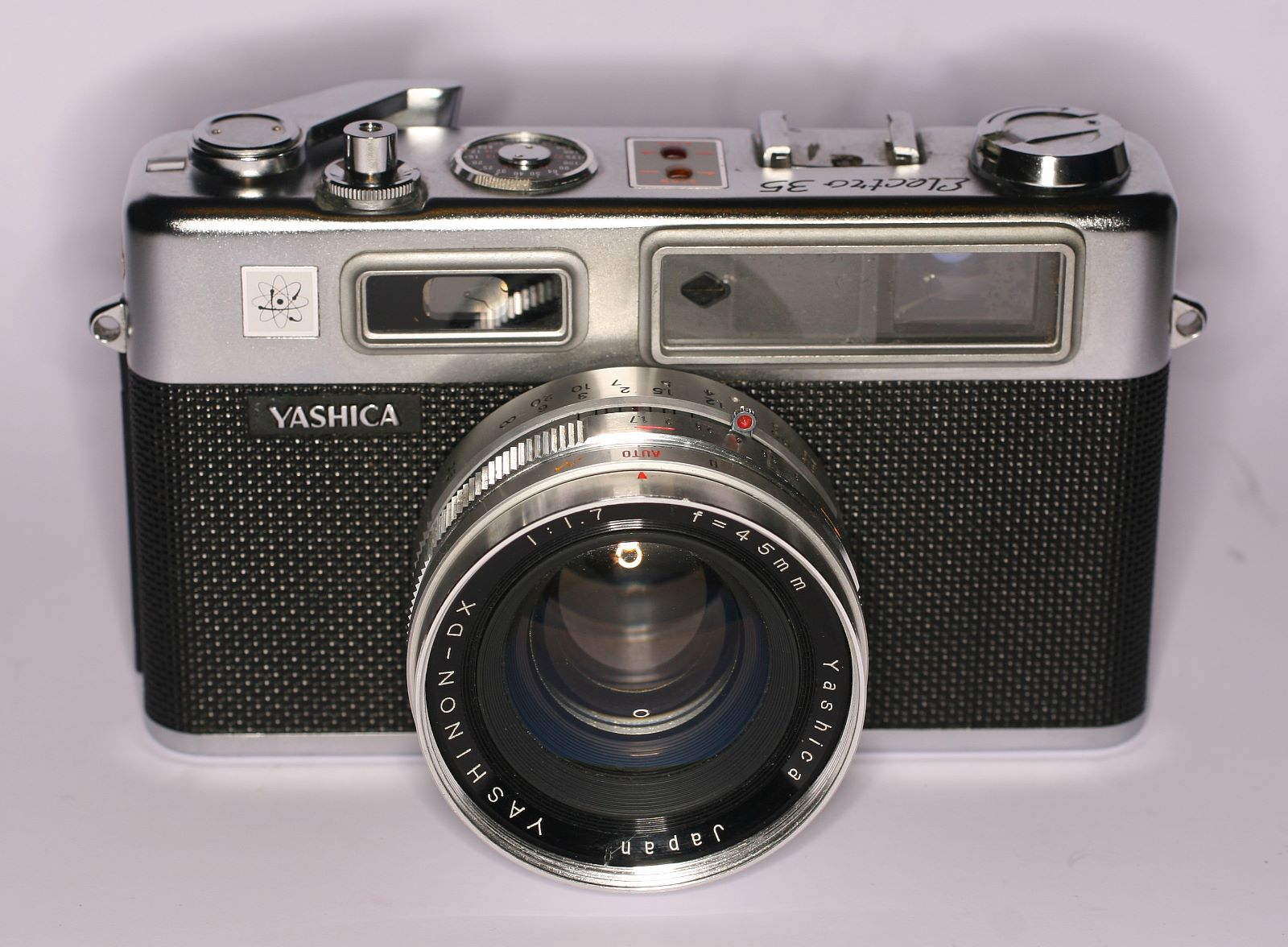
Yashica Electro 35

Der Unternehmensname wurde 1958 in Yashica K.K. geändert. Im selben Jahr übernahm Yashica die 1940 gegründete Nicca Camera, die bereits vorher Messsucherkameras nach Leica-Vorbild gebaut hatte. Das Nicca-Sortiment lebt in Form der Yashica YE und YF weiter.
1959 erschien als erste Kleinbild-Spiegelreflexkamera von Yashica die Yashica Pentamatic.
Die 1965 erschienenen Yashica-Electro-35-Sucherkameras waren vergleichbaren Kameramodellen verschlusstechnisch weitgehend überlegen. Yashica setzte u. a. als erster Kamerabauer integrierte elektronische Schaltkreise ein.
1968 übernahm Yashica seinen Objektivlieferanten K.K. Tomioka Kōgaku Kikai Seizōsho. Im selben Jahr erschien die letzte zweiäugige Spiegelreflexkamera, die Yashica Mat 124 G, ein beliebtes Einsteigermodell.
Im gleichen Jahr stellte Yashica mit der TL Electro X die erste SLR mit vollelektronischem Belichtungsmesser vor.

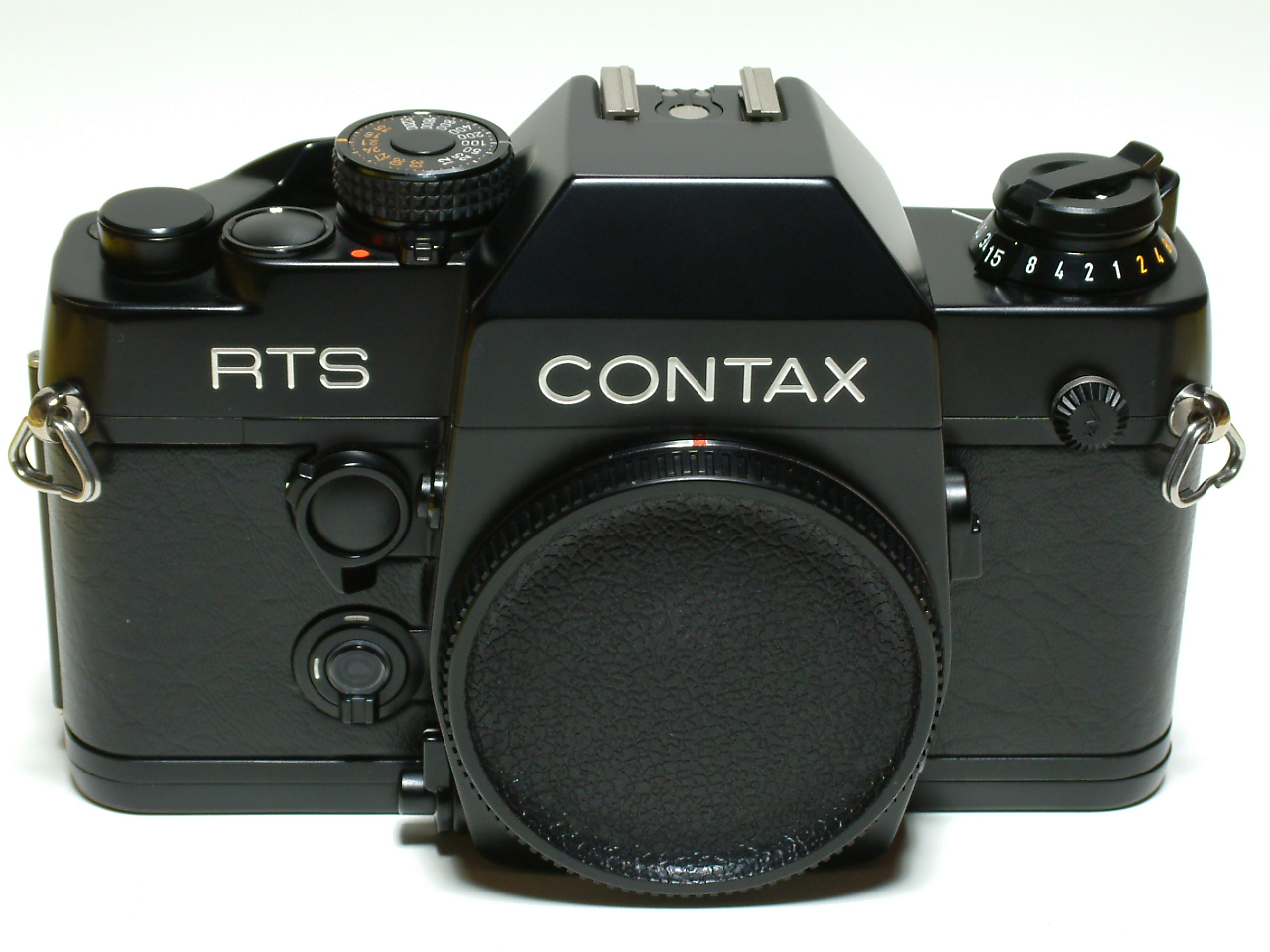
Contax RTS II

1972 wurde ein Kooperationsvertrag zwischen Yashica, Carl Zeiss und F.A. Porsche zur Entwicklung von Kameras unter dem Namen Contax mit Design von F.A. Porsche und Objektiven von Carl Zeiss abgeschlossen. 1974 erscheint als erstes Ergebnis dieser Kooperation die Contax RTS. Durch die Kompatibilität der Objektive und Motorantriebe bildeten die Contax- und Yashica-Spiegelreflexkameras ein einheitliches System. Später folgten zahlreiche weitere Contaxkameras, ab 1984 auch Kompaktkameras, ab 1994 Sucherkameras mit Wechselobjektiv, 1998 die Mittelformat-Spiegelreflexkamera Contax 645. Das 2000 vorgestellte Contax-N-System blieb ohne Entsprechung im Yashica-Sortiment. Die Tochtergesellschaft Tomioka Optical übernahm bald danach die Auftragsfertigung der meisten Zeiss-Objektive für die Contax-Kameras.
1975 übernahm Yashica mit der FX-1 das Bajonett der Contax RTS auch für die eigenen Kameras. 1976 folgten die FX-2 und FR, 1977 die FR I und FR II. 1979 erschien mit der FX-3 ein erfolgreiches Einsteigermodell, das mit diversen Modifikationen bis 2002 im Sortiment blieb. Das letzte Modell FX-3 Super 2000 bot 1/2000 Sek. als kürzeste Verschlusszeit. Die FX-3 wurde von Cosina gebaut.
1980 kam die FX-D Quartz heraus, die weitestgehend baugleich mit der im selben Jahr erschienenen Contax 139 Quartz war.
1983 wurde Yashica von der Kyocera Corporation übernommen. Die Kameras wurden jedoch weiterhin unter den Namen „Yashica“ und „Contax“ vermarktet, so dass der ehemalige Unternehmensname erhalten blieb. 1985 erschien mit der Yashica FX-103 Program eine Kamera mit zahlreichen Automatikfunktionen, darunter TTL-Blitzsteuerung.

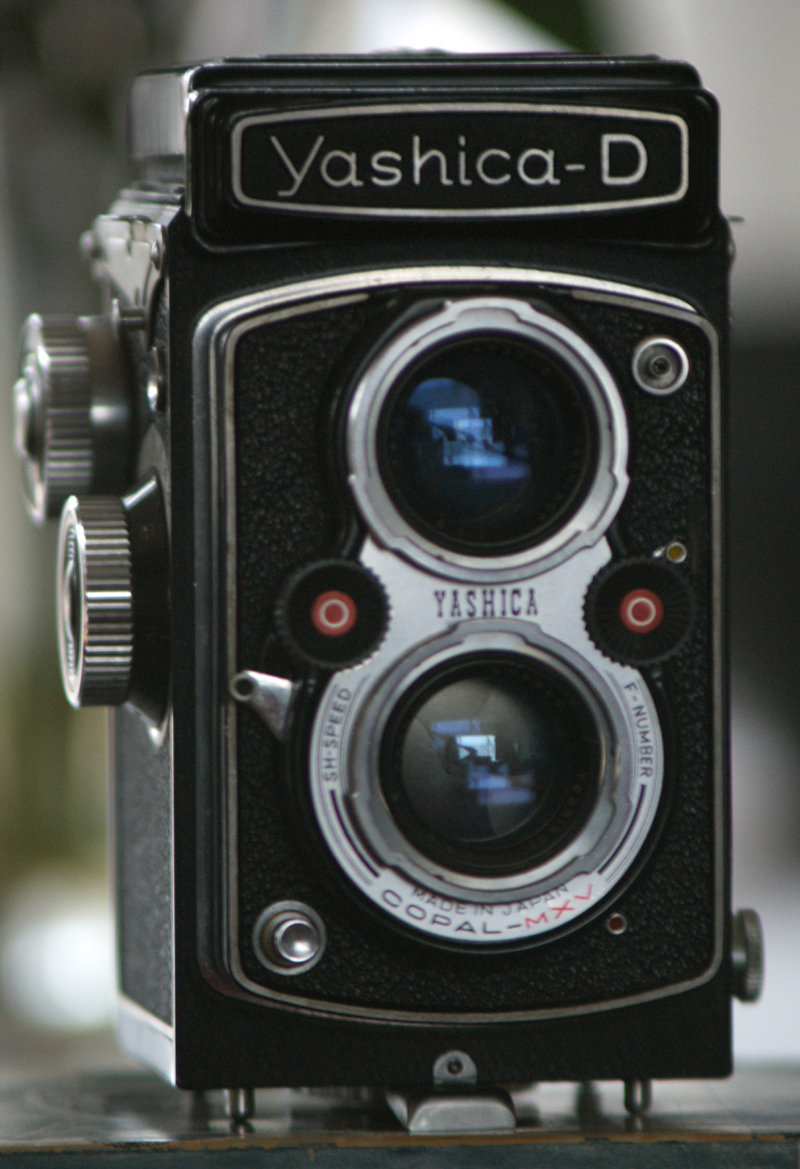
Yashica D, TLR
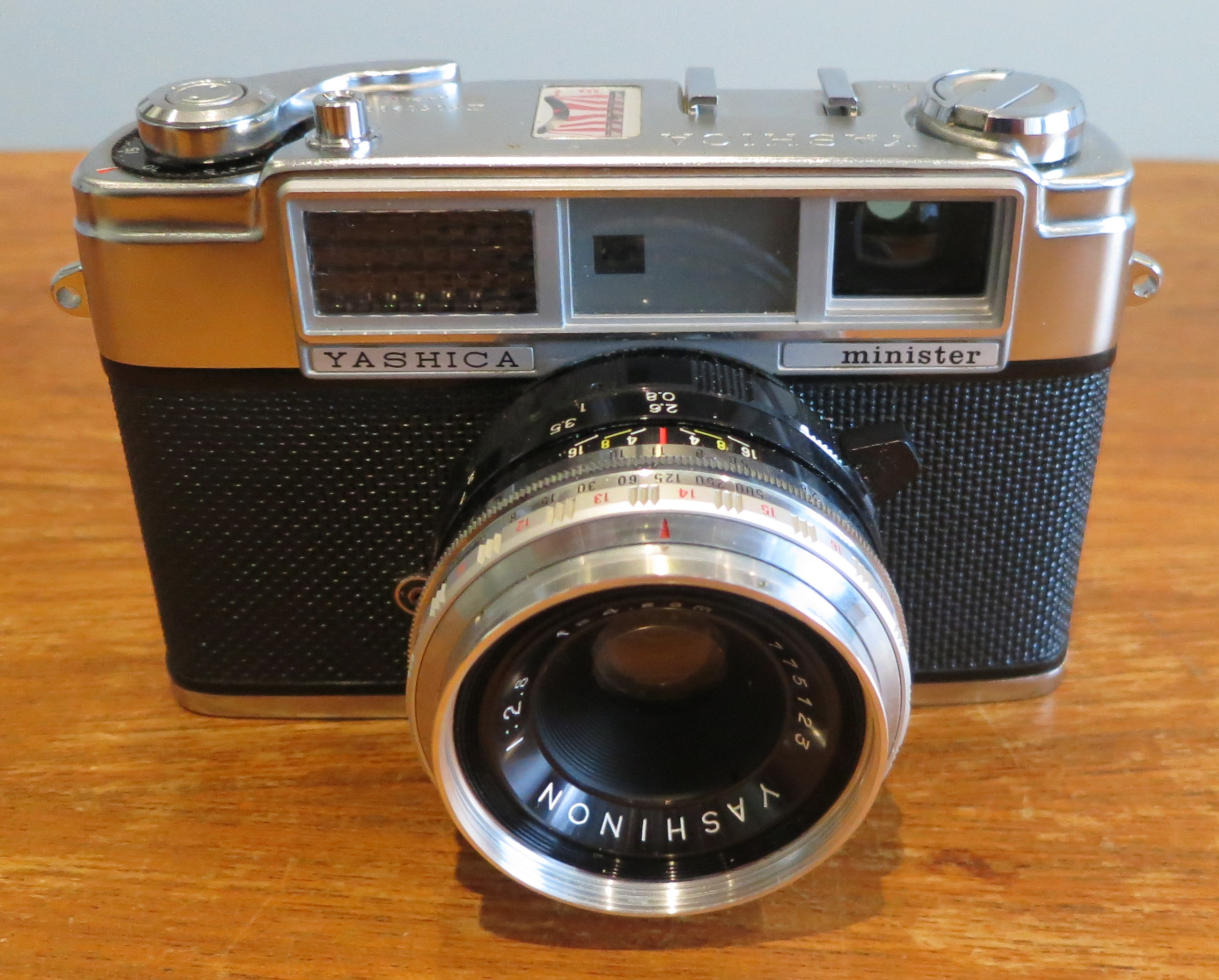
Yashica Minister II, 1962
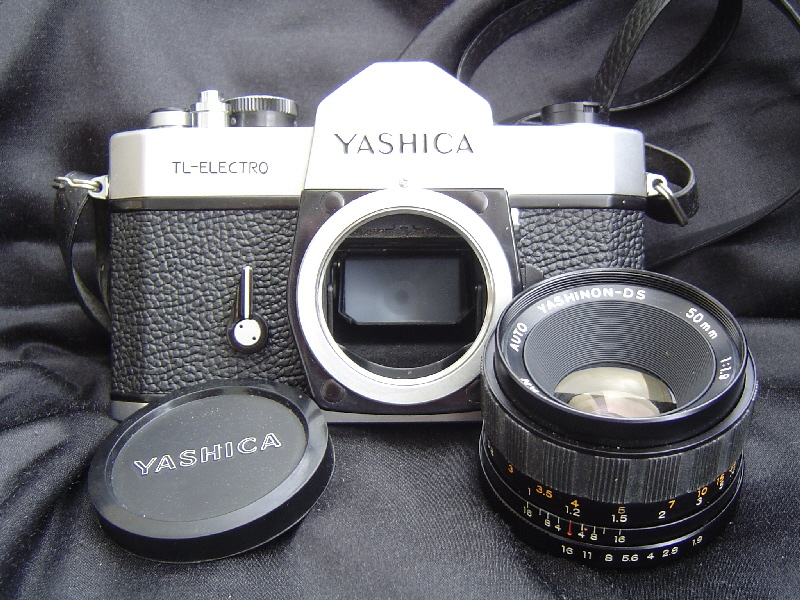
Yashica TL-electro-1, 1968
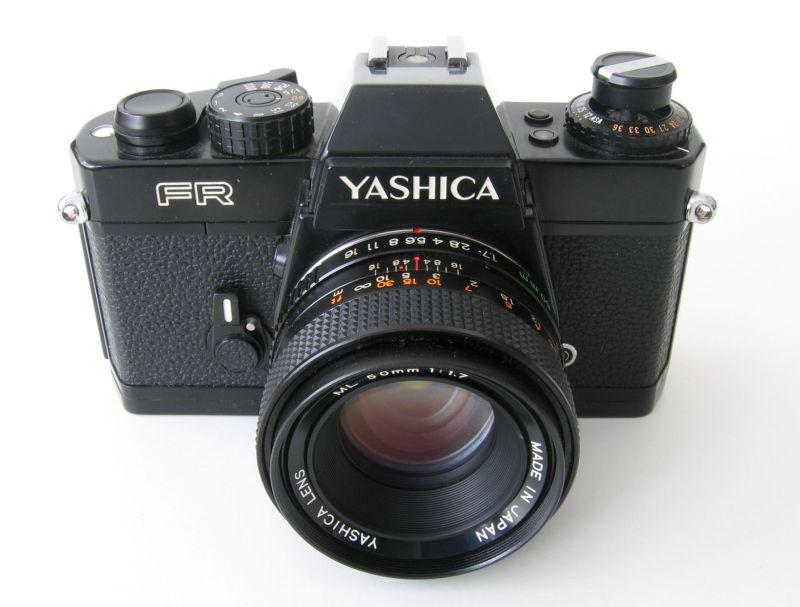
Yashica FR, 1976
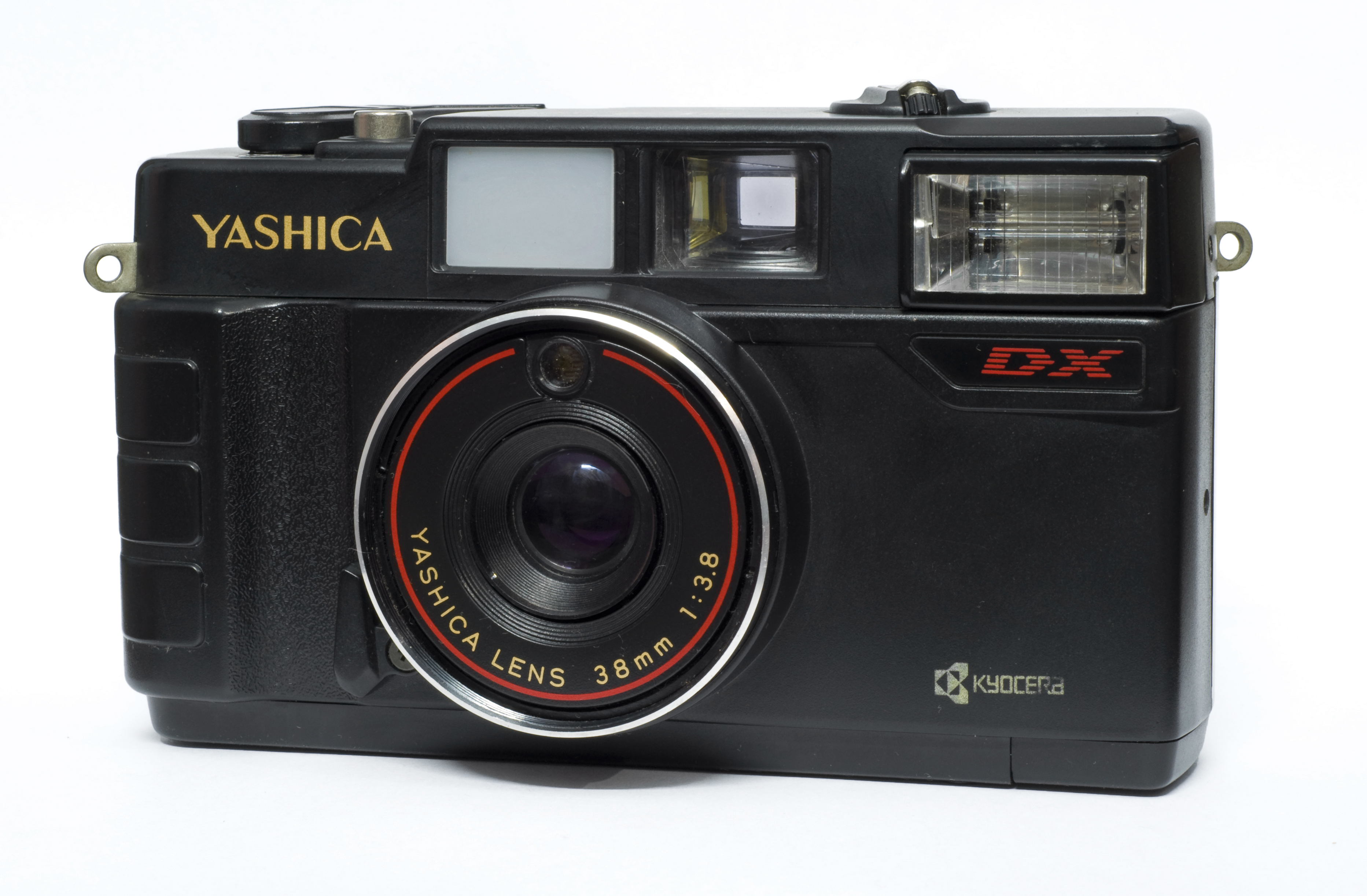
Yashica MF-2 super, 1986
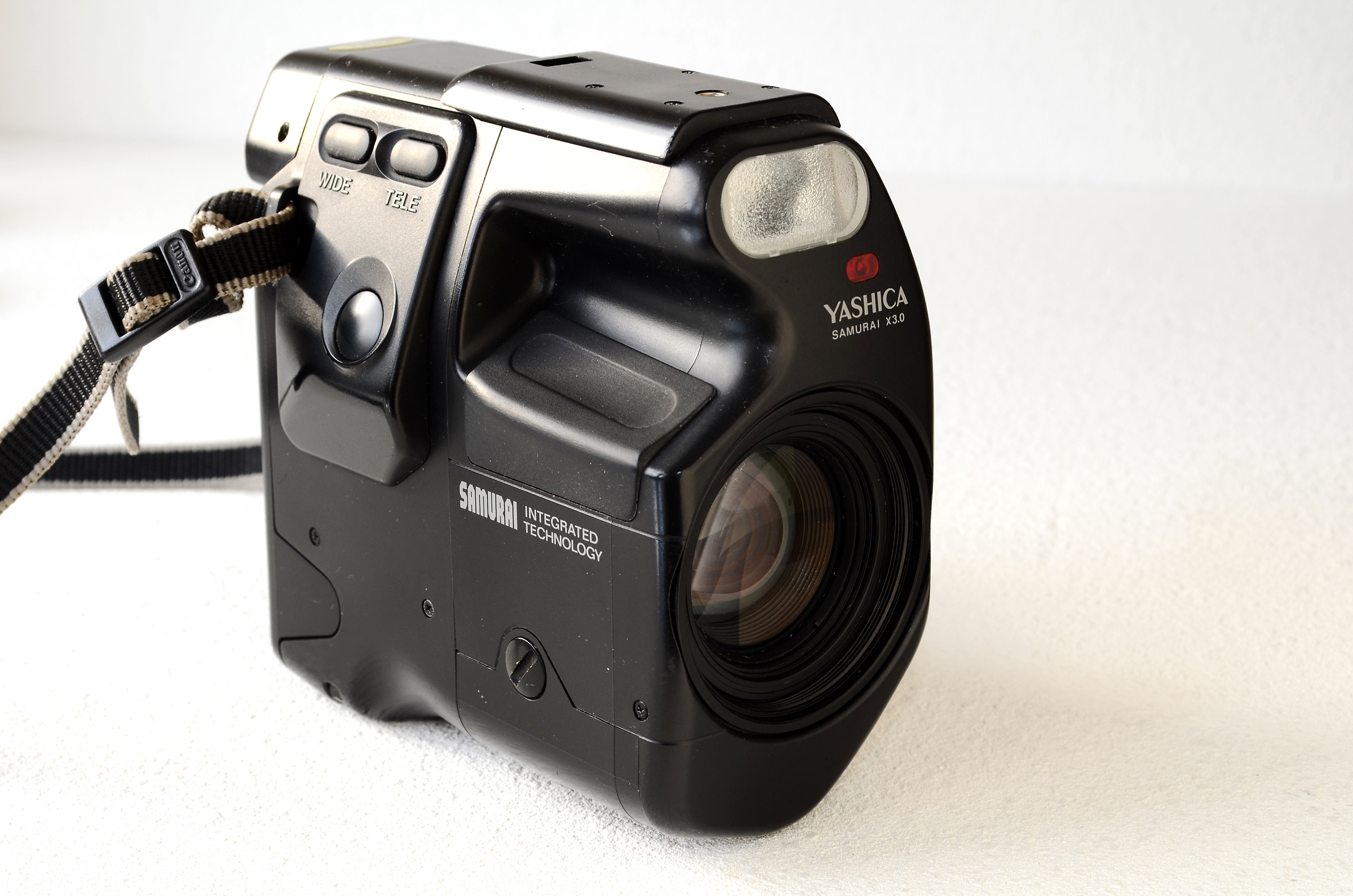
Yashica Samurai X3.0, 1988
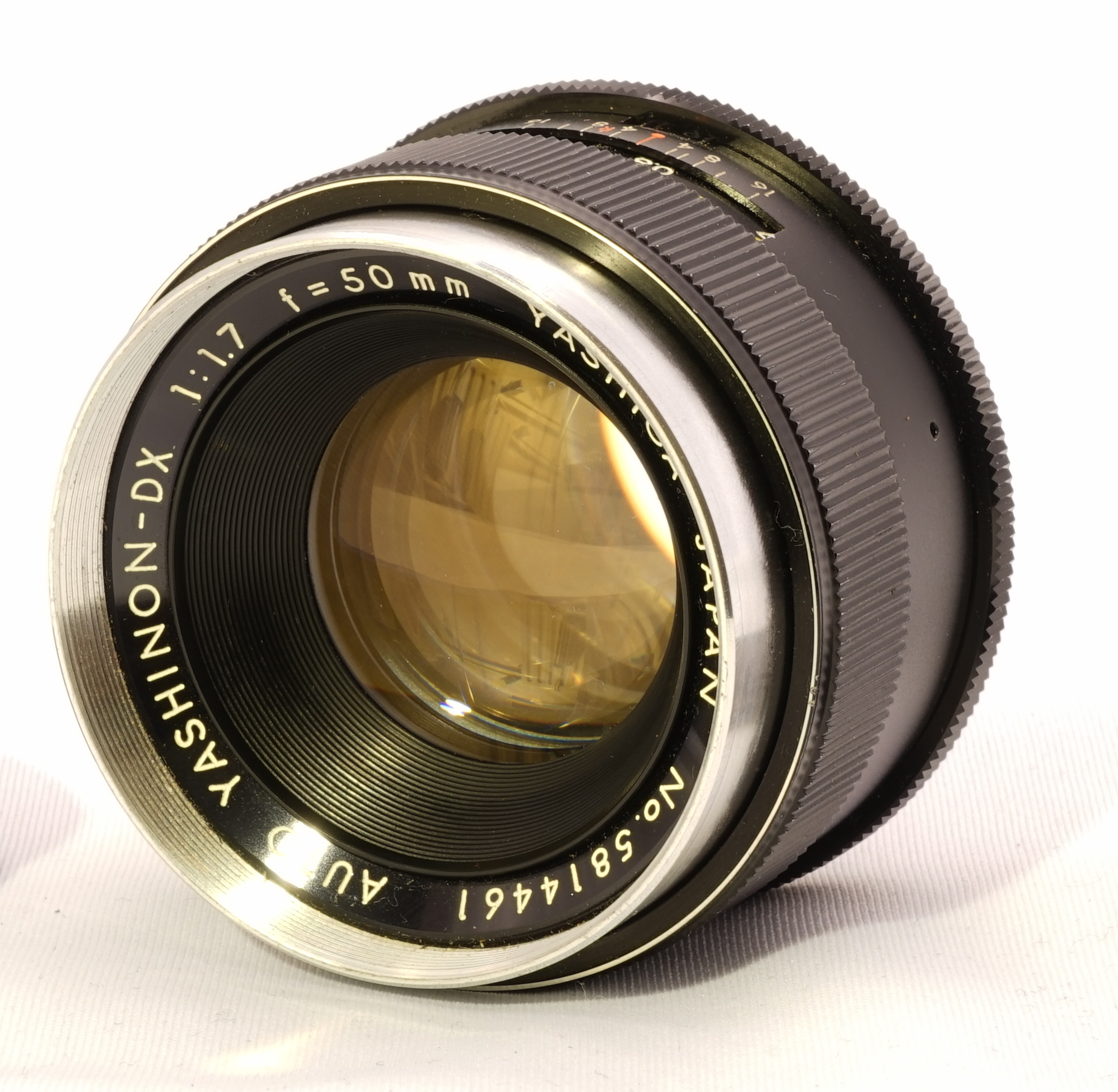
Yashica Yashinon DX 50 mm f/1.7
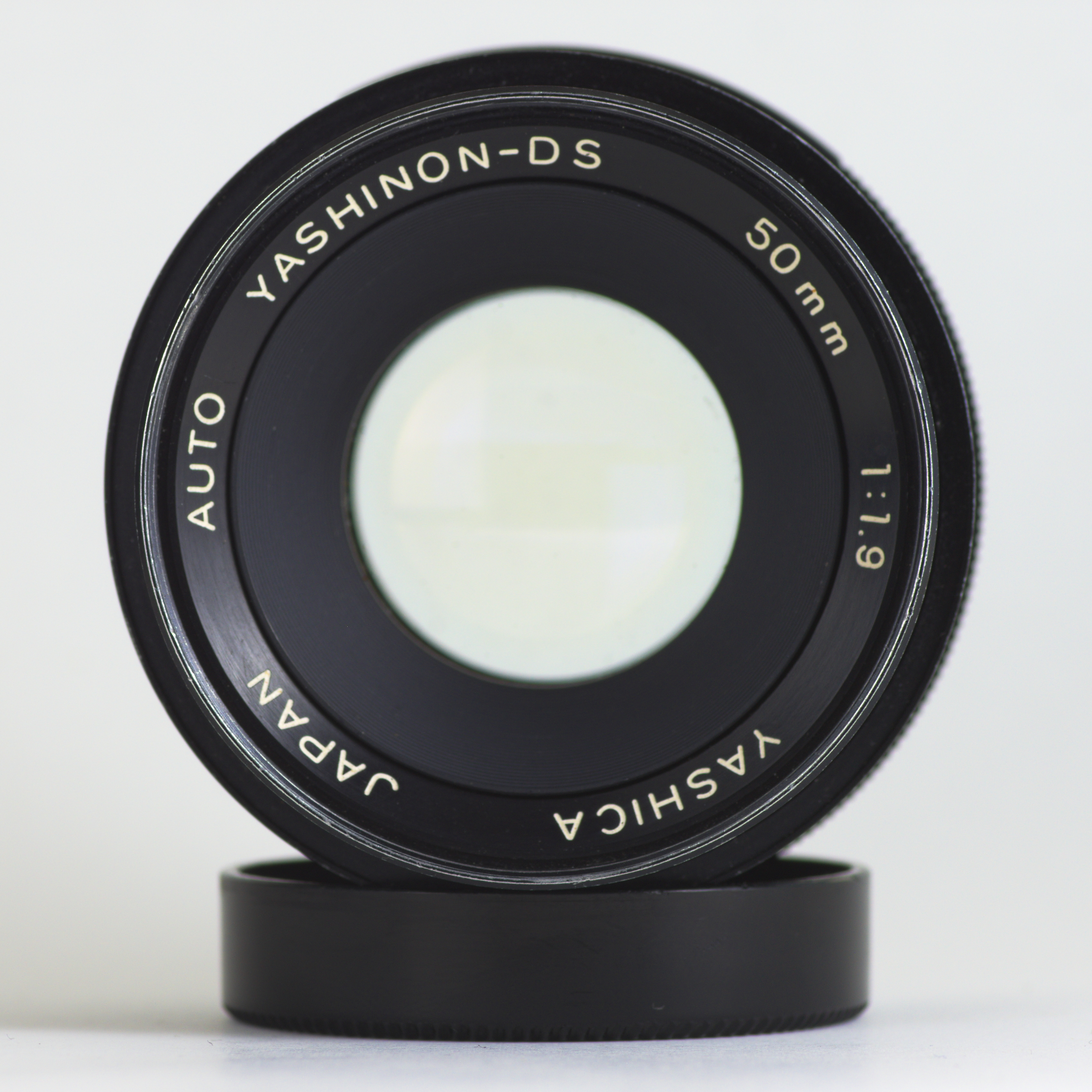
Auto Yashinon-DS 50 mm f/1.9
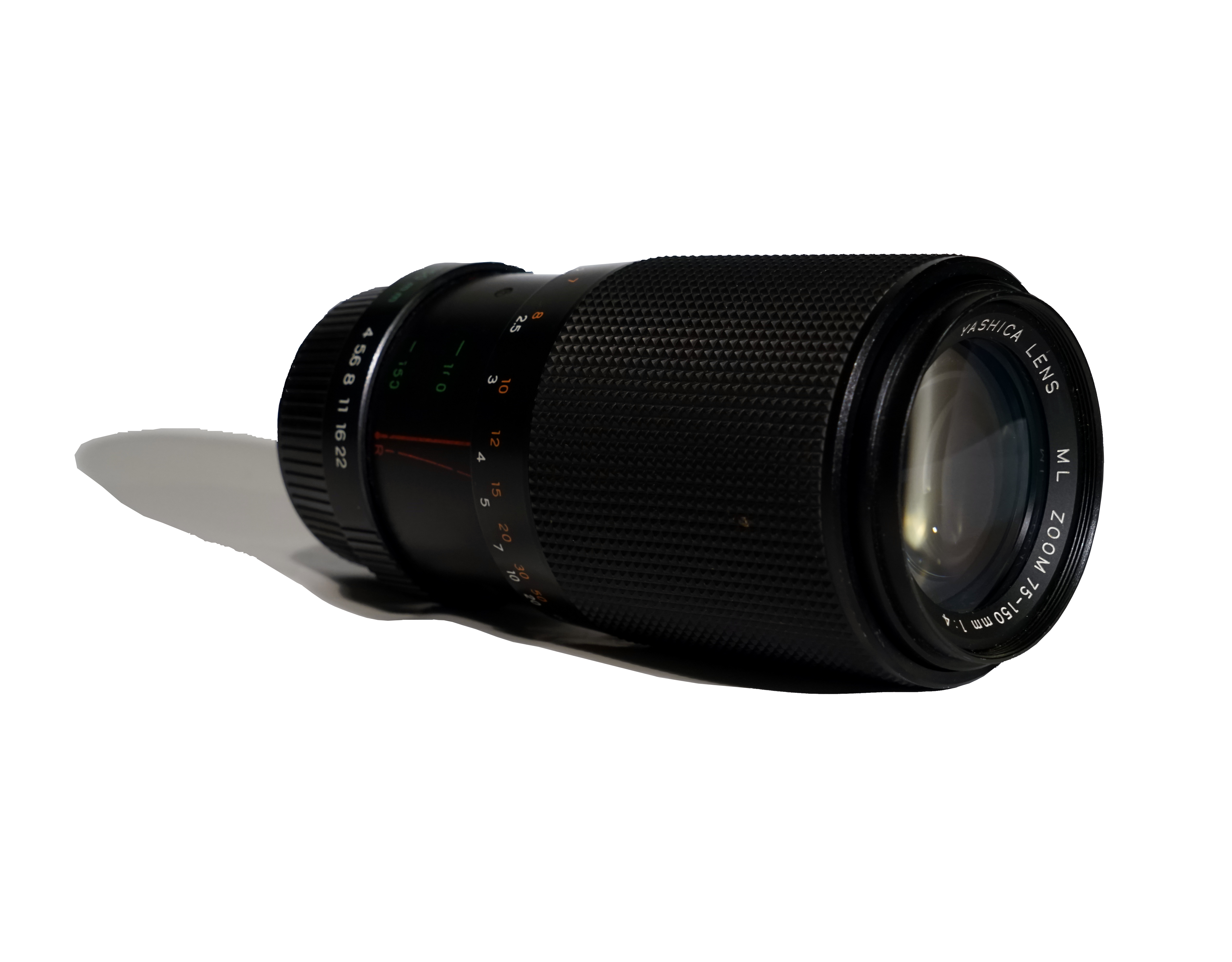
Yashica ML 75–150 mm f/4
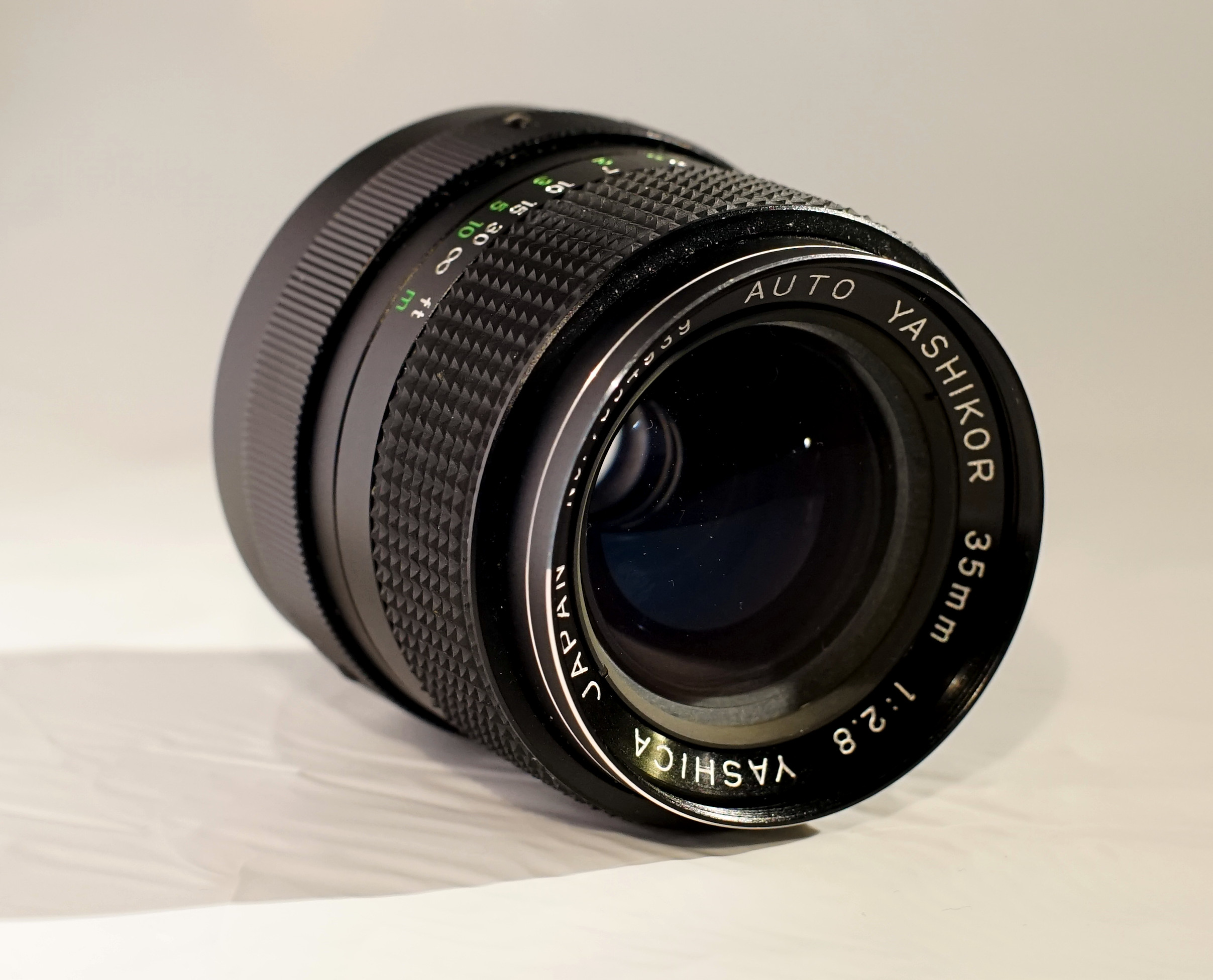
Auto Yashikor 35 mm f/2.8

1987 wurde der Markenname Yashica durch den Aufbau eines Kleinbild-Spiegelreflexkamera-Systems mit Autofokus aufgewertet. Nachdem bisher die höherwertigen Kameras den Namen „Contax“ trugen, war die neue Yashica 230 AF aka Yashica 230 Super eine echte Mittelklassekamera, vergleichbar mit der Minolta 7000. Bald danach folgte die Yashica 200 AF als vereinfachte Variante. Die Autofokus-Kameras benutzten ein neues Bajonett, von Yashica selbst MA-Bajonett genannt (sonst auch unter den Namen "Sigma Y-AF" oder "Kyocera AF" bekannt), für das keine Zeiss-Objektive angeboten wurden. Das Bajonett sieht dem Minolta A-Bajonett (für deren AF-Spiegelreflexsystem) zum Verwechseln ähnlich, dennoch bestehen Unterschiede im Detail, so dass keine  Kompatibilität gewährleistet ist. Das Auflagemaß beträgt 45,50 mm (oder 45,8 mm). Die Adaptierung von Objektiven des alten Systems war jedoch mit einem Autofokus-Telekonverter möglich. Mit den Modellen Yashica 210 AF, Yashica 270 AF und zum Abschluss Yashica 300 AF (1993) folgte noch neue Modelle, jedoch setzte sich das neue System gegen die Konkurrenz nicht durch und wurde in den 1990er Jahren eingestellt.

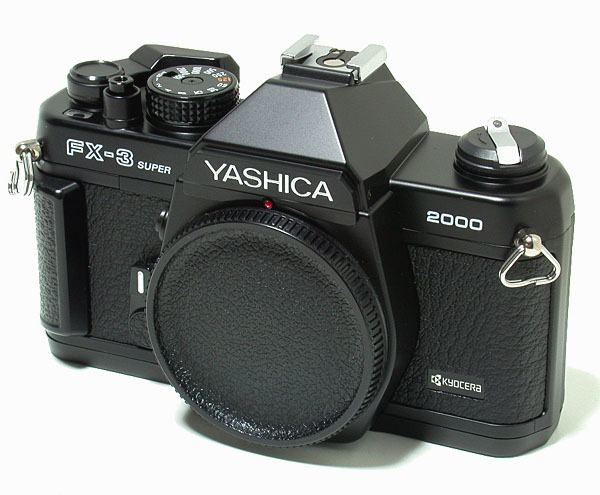
Yashica FX-3 Super 2000

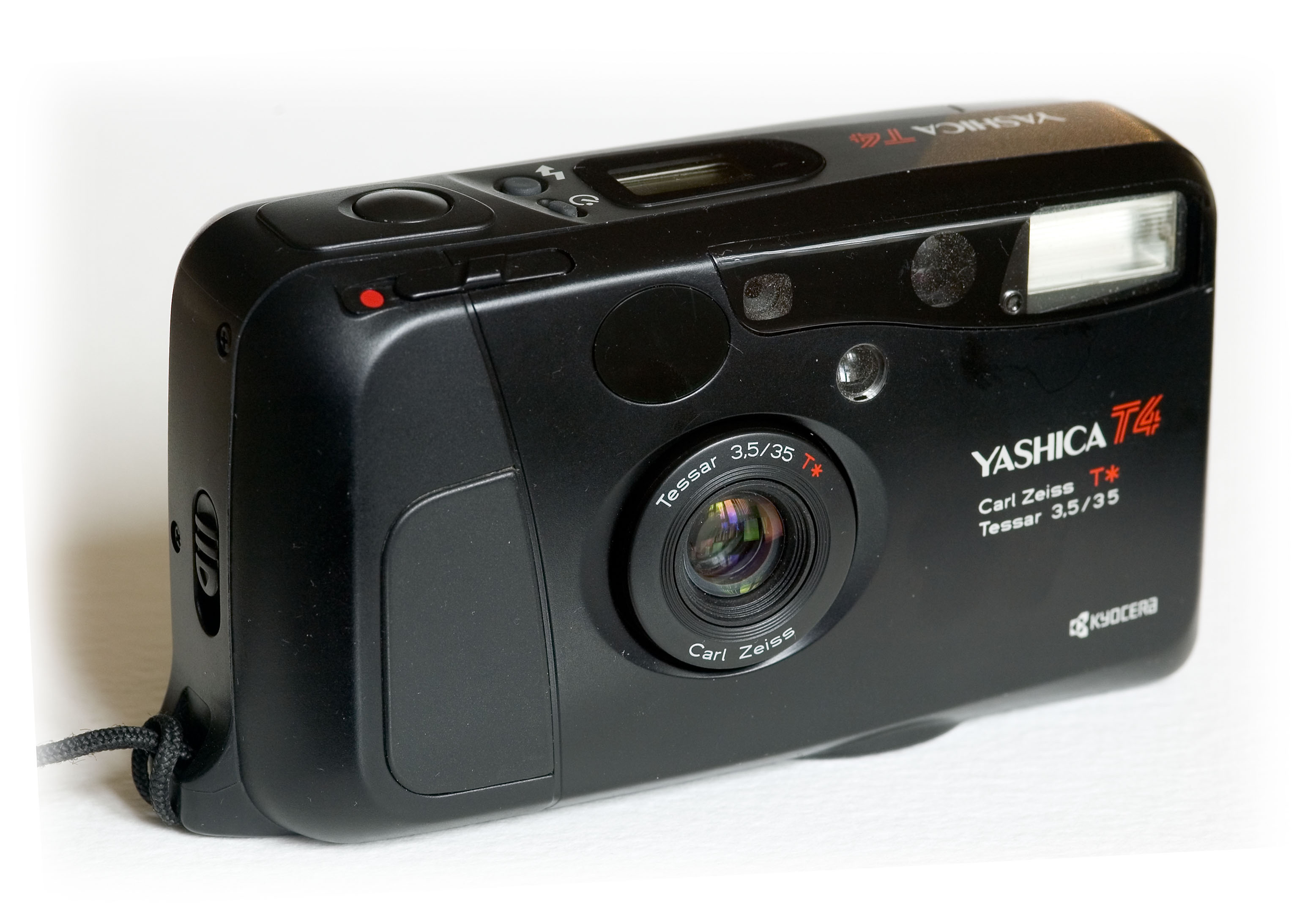
Yashica T4 mit Tessar 3,5/35
(ab 1990)

1988 erschien mit der Halbformatkamera Yashica Samurai X3.0 die erste Bridgekamera, eine Spiegelreflexkamera mit eingebautem Objektiv in einem neuen kompakten Gehäuse ähnlich einer Videokamera. Ihr folgten später noch das Modell X4.0 und die Yashica Samurai 4000ix, eine APS-Film-Kamera.
Das Sortiment manuell zu fokussierender Kameras lebte währenddessen weiter und wurde durch die aufeinanderfolgenden Modelle 107MP, 108 MP und 109MP ergänzt. Diese boten einen eingebauten Motor und Programmautomatik, jedoch nur begrenzte manuelle Eingriffsmöglichkeiten. Der Markenname Yashica verschwand 2002 mit der FX-3 Super 2000. Das Contax/Yashica-Bajonett lebt nur noch in Form eines von Braun Phototechnik angebotenen Nachbaus dieser Kamera weiter.
Unter der Bezeichnung „Dental Eye“ wurden verschiedene Spezialkameras vorwiegend für den medizinischen Bereich angeboten. Sie basierten jeweils auf zeitgenössischen Spiegelreflexkameras des Yashica-Sortiments, ein Macroobjektiv mit Ringblitz war untrennbar mit dem Gehäuse verbunden. Als letzte Version erschien 1998 die Yashica Dental-Eye III, sie enthielt ein 4,0/100 mm Objektiv, eine Datenrückwand und wurde komplett mit Systemkoffer ausgeliefert.
Unter den Kompaktkameras ist die Yashica T2 (auch T3, T4, T5) mit ihrem Zeiss-Tessar-Objektiv bemerkenswert.
In Deutschland gab es zwei Digitalkameras von Yashica, die Yashica Kyocera KC 600 von 1997, eine Kamera im Kompaktformat mit 350.000 Pixel-CCD und CompactFlash-Speicherkarte, und die Yashica Kyocera Samurai 2100 DG von 1999, eine Bridgekamera ähnlich der Form der Samurai X3.0.
Kyocera kündigte im April 2005 die Einstellung sämtlicher Kameraproduktion an; Ersatzteile und Reparaturen würden für die folgenden zehn Jahre aufrechterhalten.

## Plagiate
In spanischen Urlaubsgebieten wie Teneriffa werden häufig hochpreisige Produkte wie Ferngläser, Tablets und Kameras unter dem Namen „Yashica Europe“ angeboten, bei welchen es sich um chinesische Plagiate handelt, die den Namen Yashica ausnutzen. Man empfiehlt, solche Produkte nicht zu kaufen und bei den örtlichen Behörden zu melden. Da es sich um Betrug handelt, kann der Käufer vom Kauf zurücktreten, allerdings ist es meist nicht ganz einfach, den Verkäufer dingfest zu machen, nachdem er weitergezogen ist.  